# 50 halerzy czechosłowackich (1963)
50 halerzy (cz. 50 haléřů, słow. 50 halierov) – czechosłowacka moneta obiegowa o nominale 50 halerzy wyemitowana w 1963 roku a wycofana ostatecznie w roku 1979.

## Wzór
W centralnej części awersu znalazł się herb Czechosłowackiej Republiki Socjalistycznej – wizerunek znajdującego się na tarczy w kształcie husyckiej pawęży czeskiego wspiętego lwa o podwójnym ogonie. Na jego piersi umieszczono mniejszą tarczę z reprezentującym Słowaków symbolem watry na tle sylwetki tatrzańskiego szczytu Krywań. Wokół tarczy widniała legenda: zapisana wewnętrznie nazwa kraju („ČESKOSLOVENSKÁ SOCIALISTICKÁ REPUBLIKA”), u dołu zaś zapisany zewnętrznie rok bicia. Oba elementy rozdzielono kropkami.
Rewers monety przedstawiał duży, zapisany arabskimi cyframi nominał pod pięcioramienną gwiazdą otoczony wieńcem gałązek lipowych, które u dołu przewiązane były wstęgą.

## Nakład
Czechosłowacki system pieniężny ustalony w 1953 roku nie przewidywał emisji monet o nominale 50 halerzy; z tego powodu rozporządzeniem rządu z 15 kwietnia 1963 r. uzupełniono zestaw prawnych środków płatniczych o monetę 50-halerzową. Szczegóły dotyczące jej wyglądu oraz nakładu wynikały z wydanego tego samego dnia zarządzenia ministra finansów. Ustalono w nim, że monety wykonywane będą z mosiądzu – stopu miedzi i cynku zmieszanych w proporcjach 9 do 1 (różnice w zawartości cynku ± 1%). Monety miały mieć masę 3 g (z jednego kilograma stopu powstać miały 333 monety). Krążki, z których wykonano 50-halerzówki miały mieć średnicę 21,5 mm oraz ząbkowany rant. W żadnym akcie prawnym nie wskazano nazwiska autora projektu nowej monety, jednak w literaturze pojawiły się sugestie, iż autorką awersu mogli być Marie Uchytilová lub Andrej Peter.
Do obiegu monety trafiły dwa tygodnie po wydaniu zarządzenia ministra, 1 kwietnia 1963 r. Monety te bito w mennicy w Kremnicy w łącznej liczbie niespełna 143 mln sztuk. Łącznie wytworzono sześć roczników – ostatni w roku 1971. Pomimo tego demonetyzacji uległy dopiero z końcem 1979 roku, po zastąpieniu ich monetami nowego wzoru.
| rok  | nakład     |                   |
| ---- | ---------- | ----------------- |
| 1963 | 80 560 000 | [ 1 ] [ 2 ] [ 3 ] |
| 1964 | 80 560 000 | [ 1 ] [ 2 ] [ 3 ] |
| 1965 | 80 560 000 | [ 1 ] [ 2 ] [ 3 ] |
| 1969 | 9 876 000  | [ 1 ] [ 2 ] [ 3 ] |
| 1970 | 31 536 000 | [ 1 ] [ 2 ] [ 3 ] |
| 1971 | 20 800 000 | [ 1 ] [ 2 ] [ 3 ] |